# Hildegard von Spitzemberg

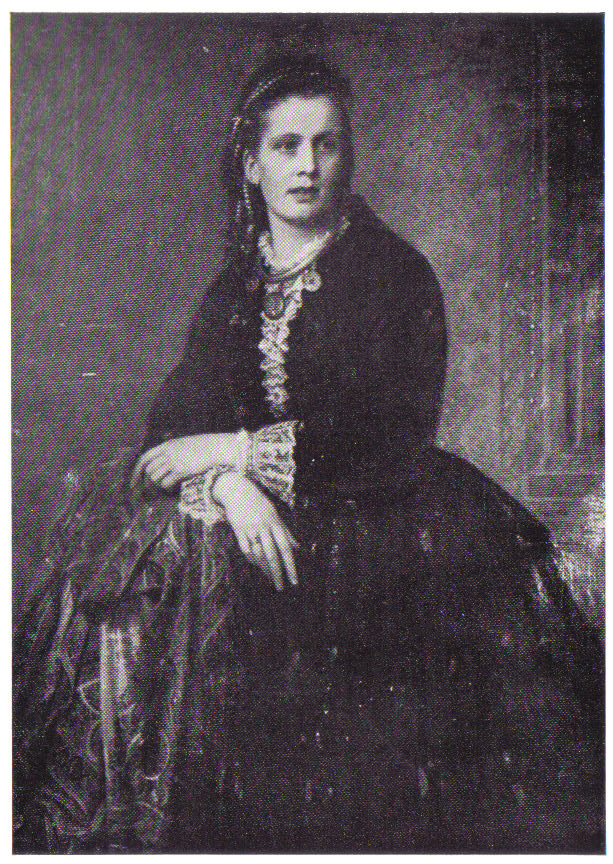
Hildegard Freifrau v. Spitzemberg
(Gemälde von Wilhelm von Kaulbach, 1869)

Hildegard Amalie Henriette Maria Freifrau von Spitzemberg (* 20. Januar 1843 in Hemmingen; † 30. Januar 1914 in Berlin) war eine Berliner Salonnière der Bismarckzeit und des Wilhelminischen Zeitalters.

## Leben
Hildegard wurde als Tochter des württembergischen Staatsmannes Karl Freiherr von Varnbüler und seiner Frau Henriette, geborene Freiin von Süßkind, geboren. 1864 heiratete sie, obwohl Protestantin, den katholischen Diplomaten Karl von Spitzemberg, einen Sohn des Stuttgarter Hofbeamten Franz Xaver Freiherr von Spitzemberg. Im Folgejahr begleitete sie ihren Ehemann, den neuen württembergischen Gesandten am preußischen Königshof, nach Berlin.
Seither führte „die Schwäbin, die zur Berlinerin geworden war und mit viel Herz, aber kritischem Blick das Zeitgeschehen verfolgte“, bis zu ihrem Tode einen politischen Salon, in dessen Haltung und Personenkreis sich zugleich die geistige Situation der politischen Elite Preußens und, nach 1871, des neu gegründeten Deutschen Kaiserreiches widerspiegelte.
Am 30. Januar 1914 starb sie in ihrer Wohnung in der Magdeburger Straße 3 (heute Kluckstraße 6) in der Schöneberger Vorstadt. Sie wurde in Stuttgart beerdigt.

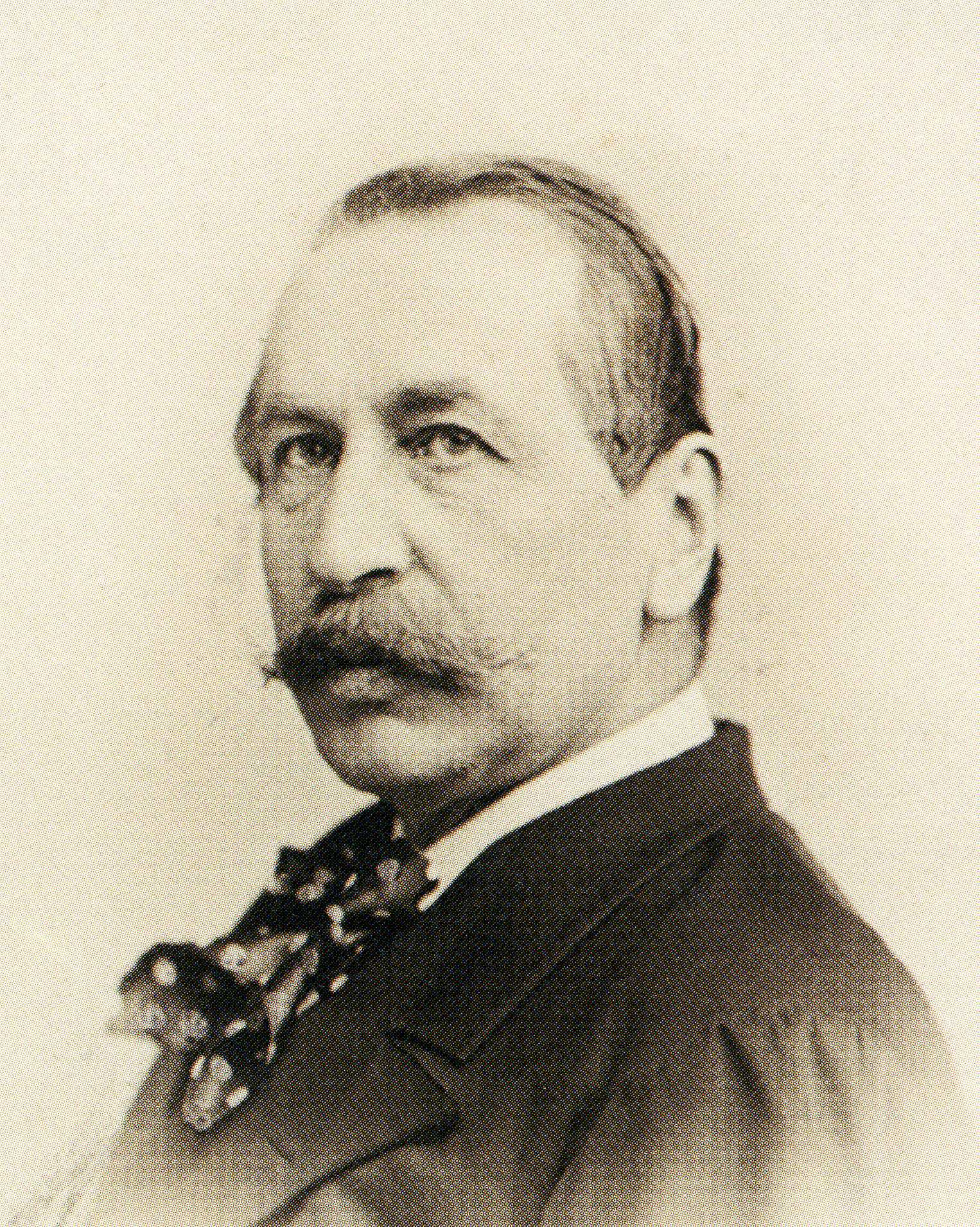
Karl von Spitzemberg, der Ehemann von Hildegard. Porträtfotografie (vor 1880) des Fotoateliers Loescher & Petsch in Berlin.

## Familie

### Ehe und Nachkommen
Hildegard Freiin von Varnbüler heiratete am 18. September 1864 den damaligen württembergischen Gesandten in St. Petersburg, Carl Freiherr von Spitzemberg. Sie hatten drei Kinder:
- Carl Freiherr von Spitzemberg (1865–1869)
- Lothar Freiherr Hugo von Spitzemberg (1868–1930), preußischer Landrat, Kammerherr der Kaiserin Auguste Victoria
- Johanna Freiin von Spitzemberg (1877–1960), ⚭ 1902 mit dem Diplomaten Hans von Wangenheim

### Berühmte Verwandte
Hildegards Bruder war Axel von Varnbüler, von 1894 bis 1918 württembergischer Gesandter beim Bundesrat in Berlin, Vertrauter Kaiser Wilhelms II. und des Fürsten Eulenburg und Angehöriger der „Liebenberger Tafelrunde“.
Ihre Nichte Amélie von Soden, die Tochter ihres Schwagers Wilhelm von Spitzemberg und Ehefrau des hochdekorierten Generals Franz von Soden, war als Abgeordnete der Deutschen Zentrumspartei im Jahr 1919 Mitglied der Verfassunggebenden Versammlung des neu gegründeten Volksstaats Württemberg.
Durch ihre Schwester Anna war sie die Großtante des späteren Widerstandskämpfers Caesar von Hofacker (1896–1944).

## Gesellschaftliche Rolle

### Freundschaft mit Bismarck

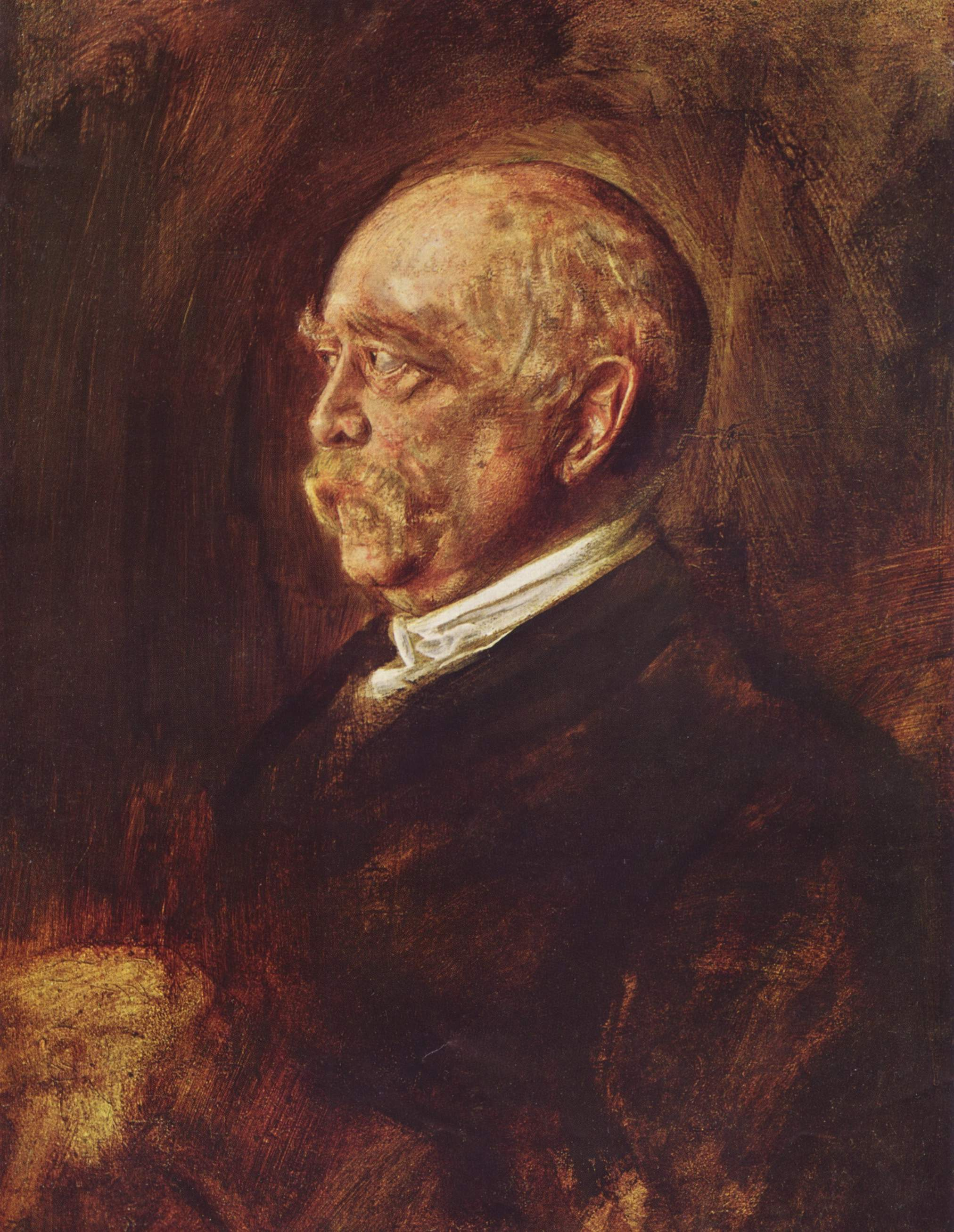
Otto von Bismarck, den mit Baronin Spitzemberg eine beinahe väterliche Freundschaft verband. Porträt von Franz von Lenbach, um 1889

Bis 1866 eine scharfe Gegnerin Preußens, wandelte sich Baronin Spitzemberg nach dem preußischen Sieg über Österreich und die süddeutschen Staaten (vgl. Deutscher Krieg) bald zur enthusiastischen Befürworterin der deutschen Einigung unter preußischer Führung und zur glühenden Bewunderin Bismarcks. Der dänische Literat Georg Brandes, der um 1880 Berlin bereiste, schildert, ohne ihren Namen zu nennen, eine Unterhaltung mit der Baronin, die diesen Gesinnungswandel eindrucksvoll dokumentiert:

„In einer großen Gesellschaft vor einigen Tagen sprach die Gemahlin eines süddeutschen Gesandten mit einem Fremden über diese Eigenart des Norddeutschen, seine Individualität dem Staatsgedanken unterzuordnen; persönlich fühle sie sich von der Uniformierung der Gemüter abgestoßen; aber sie erkannte diese Entsagung an, die allzeit zu Opfern bereit war: 'Weil sie den Preußen in Fleisch und Blut übergegangen ist, sind sie geworden, was sie sind, und weil sie uns fehlt, sind wir mit all unsern lieben individuellen Eigenarten zu einem Nichts geworden.' [...] Eine derartige Äußerung ist ein Zeichen der Zeit. Ihr Vater war ein süddeutscher Premier, einer von denen, die vor 1866 Bismarck den hartnäckigsten Widerstand leisteten und große Zuversicht in Österreichs Sieg hatten [...] Die Tochter gehört jetzt zu Bismarcks engerem Kreis und zu seinen eifrigsten Bewunderinnen.“

Seit den frühen 1870er Jahren ging „Higa“ bei Bismarcks ein und aus wurde dem Reichsgründer eine vertraute Freundin und Gesprächspartnerin, ebenso seiner Gattin Johanna. Allerdings nahm ihr Kontakt nach Bismarcks Entlassung 1890 und seinem Rückzug auf Schloss Friedrichsruh stark ab, wie sie selber 1895 schwermütig resümierte:

„Ich persönlich habe dem Fürsten geschrieben mit wenig Aussicht, dass er den Brief lese – er in seiner Einsamkeit und seinem Alter vergisst wohl allmählich die Menschen, die ihm nicht öfter wieder vor Augen treten, und seit die Fürstin tot ist, fehlt mir die Persönlichkeit, durch die ich meine Wünsche und Rechte könnte geltend machen. Marie [v. Bismarck] ist mir ganz entfremdet, die Söhne [Herbert und Wilhelm v. Bismarck] haben mir schon, als Bismarcks noch hier waren, ferne gestanden. Wäre ich ein Mann, ich säße irgendwo bei Friedrichsruh und genösse von A bis Z all das, was sich jetzt dort abspielt! So muss ich mich damit begnügen, es in Gedanken mit zu erleben.“

Die Meinungen über das Verhältnis der Frau von Spitzemberg zu Bismarck nach seiner Entlassung sind allerdings geteilt. Nach den, indessen nicht immer zuverlässigen, Memoiren des Fürsten Bülow gehörte sie

„zu den ersten, die von dem gestürzten Bismarck abschwenkten [...] Hildegard von Spitzemberg schloss sich mit solchem Enthusiasmus dem Nachfolger von Bismarck an, dass in dem grollenden Friedrichsruh spöttisch behauptet wurde, sie wolle den Hagestolz Caprivi [den unverheirateten Nachfolger Bismarcks als Reichskanzler, General Leo von Caprivi] heiraten, um Frau Reichskanzler zu werden.“

Jedenfalls steht sie Bismarck – mit der Zeit zunehmend – kritisch gegenüber; in ihrem Tagebuch beklagt sie „die Brutalität und Unbarmherzigkeit, mit der [die Familie Bismarck] so viele Menschen, groß und klein, in den Staub getreten“, Bismarcks „Gewalttätigkeit und kleinliche Herrschsucht“, „viel menschliche Versündigung“ und „viele kleine und kleinliche Seiten“ ihres „Helden“.

### Stellung am deutschen Kaiserhof
Auch mit Kaiser Wilhelm I. und Kaiserin Augusta stand sie als Diplomatengattin und später -witwe mit Exzellenzen-Rang in persönlicher Verbindung; als ihr Mann, der Gesandte v. Spitzemberg, 1880 starb, kondolierte ihr die alte Kaiserin persönlich in ihrer Wohnung. Bei deren Tod wiederum im Januar 1890 notierte sie in ihr Tagebuch:

„Wenn sie heute um Mitternacht hinausgetragen wird, dann ist endgültig das Leben abgeschlossen, das so lange, lange Jahre diese Räume bewegte, und wir alle, die wir dort so viel ein- und ausgingen, wir die Getreuen aus der alten Zeit Kaiser Wilhelms und Kaiserin Augustas nehmen den letzten Abschied von unsern lieben Majestäten und von der alten, für uns guten Zeit! Es sind ausgelebte Leben, die abschließen, es ist eine große Zeit, die abgelaufen ist.“

### Affäre
1896 bewegte eine Affäre zwischen Hildegards Tochter Johanna und Herzog Ernst Günther von Schleswig-Holstein, dem Bruder der deutschen Kaiserin Auguste Victoria, die Gemüter am deutschen Kaiserhof. Der Herzog wollte die Baronesse heiraten, was auf den erbitterten Widerspruch des Kaiserpaares traf. Nachdem der Kaiser sowohl seinem Schwager als auch dem Onkel Johannas, Axel von Varnbüler, seinen Standpunkt energisch klargemacht hatte, nahmen der Herzog und Fräulein von Spitzemberg von dem Projekt Abstand.

## Salon

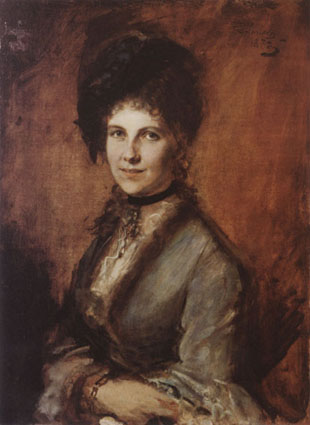
Marie Gräfin Schleinitz, die große Antipodin der Spitzemberg. Gemälde von Lenbach, 1872

Nach dem Tod ihres Mannes 1880 nicht wieder verheiratet, spielte die mit 37 Jahren verwitwete Baronin Spitzemberg weiterhin eine führende und einflussreiche Rolle in der Berliner Hofgesellschaft. In ihren späten Jahren kritisierte sie immer heftiger das Persönliche Regiment Wilhelms II. und teilte die Skepsis vieler älterer Zeitgenossen, die noch am altpreußischen Hof Wilhelms I. sozialisiert worden waren, gegen den neuen Kurs des jungen Kaisers. Insbesondere ihr Salon, den sie seit etwa 1870 – erst an der Potsdamer, dann Magdeburger Straße – ohne Unterbrechungen führte, trug maßgeblich zur Verbreitung der Bismarck-Legende bei, die der Altkanzler nach seiner Entlassung 1890 konstruierte und nicht immer rücksichtsvoll in die Öffentlichkeit lancierte. Ihre politische und private Grundhaltung blieb zeitlebens elitär, konservativ und nationalpatriotisch. Über ihre gesellschaftliche Rolle und Bedeutung heißt es: „Jüngere Diplomaten suchten sie bis 1914 gern um ihrer Bismarckerinnerungen und ihrer Kenntnis der Berliner Gesellschaft willen auf.“ Ihre große Konkurrentin in der Salonwelt war die kunstsinnige Marie Gräfin Schleinitz, während sie mit Anna von Helmholtz, der dritten großen Salonnière der Gründerzeit, auf gutem Fuße stand.
Bekannte Habitués

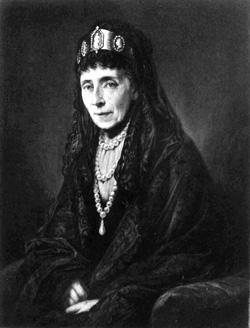
Kaiserin Augusta. Gemälde von Bernhard Plockhorst, 1888

| - Franz von Arenberg - Prinz August von Württemberg - George Bancroft - Nikolaus von Below-Saleske - Theobald von Bethmann Hollweg - Karl Heinrich von Boetticher - Bernhard von Bülow - Leo von Caprivi - Rudolph von Delbrück - Hermann von Erffa - Adolf von Harnack - Ferdinand Graf von Harrach - Anna von Helmholtz - Friedrich August von Holstein | - Wilhelm von Kardorff - Gustav von Kessel - Alfred von Kiderlen-Wächter - Richard von Kühlmann - Moritz Lazarus - Helene von Lebbin - Hugo Graf von und zu Lerchenfeld-Köfering - Karl Max von Lichnowsky - Adolf Marschall von Bieberstein - Albert von Metzler - Johannes von Miquel - Wilhelm von Mirbach-Harff - Hermann von Mittnacht - Alfons Mumm von Schwarzenstein | - Konstantin von Neurath - Friedrich Pourtalès - Joseph Maria von Radowitz - Walter Robert-Tornow - Carl Georg Schillings - Kurd von Schlözer - Paul von Schwabach - Max von Thielmann - August von Trott zu Solz - Axel Freiherr von Varnbüler - Hans von Wangenheim - Ludwig Windthorst - Robert von Zedlitz-Trützschler - Ferdinand von Zeppelin - Arthur Zimmermann |

## Tagebuch
Baronin Spitzemberg ist heute durch ihr Tagebuch bekannt, das sie seit ihrer frühen Jugend bis unmittelbar vor ihrem Tod führte und in dem sie die Situation der gesellschaftlichen Elite des Kaiserreiches sowie die politische Stimmung insbesondere ihrer eigenen Gesellschaftsschicht detailliert und kontinuierlich beschrieb, kommentierte und kritisierte. Dem Leser vermittelt die Lektüre neben den Fakten – wie höfischen Veranstaltungen, personellen Revirements und familiären Begebenheiten – vor allem den jeweiligen Eindruck, den Veränderungen in der politischen Elite und der Hofgesellschaft bei der Autorin und ihren Bekannten hervorriefen. Persönliche Emotionen, die über ein Niveau strenger bürgerlicher Zurückhaltung hinausgingen, spielen dagegen keine Rolle, es sei denn, sie betreffen Phänomene aus Politik und Gesellschaft.
Nicht zuletzt deshalb liegt der Schluss nahe, dass zumindest die reife Frau von Spitzemberg ihr Journal bewusst für die Nachwelt schrieb, worauf ebenso sein gehobener, ungewöhnlich gesetzter und durchweg „vorzeigbarer“ Stil hinweist; jedenfalls wurde es genau im Todesjahr der Tochter der Verfasserin, 1960, vom Historiker Rudolf Vierhaus an die Öffentlichkeit gebracht und bis heute mehrmals neu aufgelegt. Da es allerdings nur in Auszügen ediert wurde, ein Teil ihrer Aufzeichnungen also weiterhin in privaten und öffentlichen Archiven ruht, kann diese Vermutung nicht restlos bestätigt werden.
Da zahlreiche Aristokraten, Beamte, Offiziere und Politiker zu den Habitués der Spitzemberg zählten, sie selber wiederum bei allen wichtigen Berliner Persönlichkeiten verkehrte, stellen ihre Aufzeichnungen ein relativ dichtes Panorama und ein authentisches Sittenbild der Berliner beau monde dar, das die gesamte Zeitspanne von der Reichsgründung 1871 bis ins Jahr des Kriegsausbruchs 1914 umfasst. So ist das Tagebuch als Geschichtsquelle zur Erforschung der politischen und sozialen Mentalitäten des Kaiserreiches bis heute für die Geschichtswissenschaft „hoch einzuschätzen“:

„Ein zwar persönlich bestimmter, aber bedeutsamer Ausschnitt deutscher Geschichte ist hier in dem zwar persönlich gefassten, aber doch allgemeines Interesse beanspruchenden Spiegel des Bewusstseins einer klugen Miterlebenden und der Berliner Hofgesellschaft aufgefangen [...] Der historische Wert des Tagebuchs der Baronin Spitzemberg beruht darauf, dass es Quelle für das Bewusstsein von Menschen, für ihr politisches und soziales Selbstverständnis ist.“

Ausgaben
- Rudolf Vierhaus (Hrsg.): Das Tagebuch der Baronin Spitzemberg, geb. Freiin v. Varnbüler. Aufzeichnungen aus der Hofgesellschaft des Hohenzollernreiches. Vandenhoeck & Ruprecht, Göttingen 1960. (5. Auflage. 1989, ISBN 3-525-35811-3)
- Rudolf Vierhaus (Hrsg.): Am Hof der Hohenzollern. Aus dem Tagebuch der Baronin Spitzemberg 1865–1914. dtv dokumente. Deutscher Taschenbuch Verlag, München 1965. (2. Auflage. 1979, ISBN 3-525-35811-3)